# Estação Praça da Árvore
A Estação Praça da Árvore é uma das estações da Linha 1–Azul do metrô de São Paulo. Foi inaugurada em 14 de setembro de 1974. Chama-se Praça da Árvore devido à existência de um bosque na região da Saúde no século XIX e devido à antiga estação de trem.

## Características
A estação é enterrada, com mezanino de distribuição e plataformas laterais com estrutura em concreto aparente. Conta com uma área construída de 6 225 metros quadrados. Sua capacidade é de vinte mil passageiros por hora nos horários de pico.

## Demanda média da estação
A demanda média da estação é de 22 mil passageiros por dia, segundo dados do Metrô, considerada a menor demanda da Zona Sul, juntamente com a Estação São Judas.

## Tabela
| Sigla | Estação         | Inauguração            | Capacidade                   | Integração               | Plataformas | Posição     | Notas                                      |
| ----- | --------------- | ---------------------- | ---------------------------- | ------------------------ | ----------- | ----------- | ------------------------------------------ |
| ARV   | Praça da Árvore | 14 de setembro de 1974 | 20 mil passageiros hora/pico | Bilhete Único da SPTrans | Laterais    | Subterrânea | Estação com estrutura de concreto aparente |